# Västerby, Linköpings kommun
Västerby är ett gods i Vårdnäs socken i  södra delen av Linköpings kommun i Östergötlands län, belägen ungefär 3 km norr om tätorten Brokind.
Sedan år 2010 avgränsar SCB bebyggelsen i Västerby som en småort omfattande 15 hektar och med 74 invånare.
Området kring gården är inrättat som ett naturreservat, Västerby lövskogar.